# Polyporivora amurensis
Polyporivora amurensis är en tvåvingeart som beskrevs av Shatalkin 1981. Polyporivora amurensis ingår i släktet Polyporivora och familjen svampflugor. Inga underarter finns listade i Catalogue of Life.